# Ağzıkara han

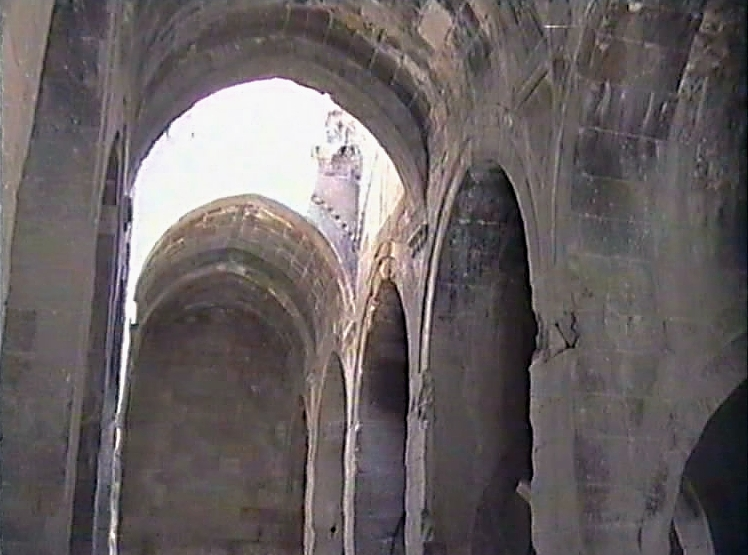
Le caravansérail Ağzıkara han en 1994.

Le caravansérail Ağzıkara han, appelé parfois Hoca Mesud, se trouve à 13 km d'Aksaray en Cappadoce (Turquie). Il fait partie, comme le Sultan han situé à une quarantaine de kilomètres de là, de la chaine de caravansérails construits au XIIIe siècle sous les Seldjoukides le long de la Route de la soie.

## Histoire
Comme indiqué par deux inscriptions, la construction de cet édifice fortifié commença en 1231 sous le règne du sultan Alaeddin Kay Kubad Ier et fut financée par un riche marchand nommé Hoca Mesud bin Abdullah. L'entrée et la cour intérieure furent achevées en 1340, sous le règne du sultan Giyaseddin Keyhüsrev II, fils du précédent.
Le caravansérail fut fortement endommagé lors d'un conflit avec un seigneur turc du nom de Memreş, au cours duquel deux tours furent détruites. Il fut reconstruit au début du XIVe siècle par Kerimeddin Gazan Han. Il s'agit d'un des seuls caravansérails à avoir été préservés presque intacts jusqu'à nos jours.

## Description
L'entrée monumentale est décentrée par rapport à la façade principale. Elle est entourée d'une arche ogivale surmontée d'encorbellements peints de formes exclusivement géométriques, comme cela était coutumier à l'époque.
L'enceinte, faite de pierres taillées de couleur miel, comporte treize tours, soutenues par des contreforts. Elle est percée de quelques fenêtres de petites dimensions situées en hauteur.
La cour intérieure, munie de deux fontaines, était utilisée en été, tandis que les galeries latérales étaient utilisées en hiver. Au milieu de cet espace, se dresse une petite mosquée-kiosque. Placée en hauteur, elle repose sur quatre arches en berceau. Un double escalier de six marches mène à la chaire, puis à la salle de prière dix marches plus haut. Le dôme est orné de muqarnas (nids d'abeille) et de rosettes.
Des arcades, sur les côtés de la cour intérieure, ainsi que des pièces fermées abritaient des écuries, des offices et des logements. Une vaste partie couverte, de forme rectangulaire, se trouve sur le côté, à l'Ouest, et non dans l'axe de l'entrée, ce qui est inhabituel. Une petite tour s'élève au centre de la voûte. Elle est surmontée d'un petit dôme, qui comporte des ouvertures laissant pénétrer l'air et la lumière.